# Centre de recherches sur la biologie des populations d'oiseaux

Logo du CRBPO

Le Centre de Recherches sur la Biologie des Populations d'Oiseaux (CRBPO) est une plateforme du Muséum national d'Histoire naturelle en charge de coordonner le suivi des oiseaux par marquage (baguage) en France. Il est intégré au sein du Centre d'Ecologie et des Sciences de la Conservation (CESCO), UMR 7204 du Muséum national d'histoire naturelle, du CNRS et de Sorbonne Université.
Dirigé par Pierre-Yves Henry depuis janvier 2019, il possède un personnel permanent de huit personnes issues du Muséum, du CNRS et de l'Office français de la biodiversité. Il recrute et forme des bénévoles qui capturent, marquent  et recueillent des données morphologiques sur les oiseaux sauvages afin de répondre aux questions actuelles sur les changements en cours dans les populations d'oiseaux. Dans ce cadre, le CRBPO bénéficie d'une dérogation pluriannuelle pour capture d'espèces protégées et chassables pour marquage à buts scientifiques, qui lui permet ensuite de délivrer des autorisations de capture aux bagueur.se.s. En 2023, 642 bagueur.se.s ont marqué 321 325 oiseaux. Les données sont exploitées dans le cadre de différents programmes de recherche, internes au Muséum ou en partenariats nationaux ou internationaux. Les données sont également transmises à plusieurs portails de données, en particulier à la base de données européenne maintenue par EURING, ainsi qu'à toute personne en faisant la demande. Les données de baguage peuvent être explorées au travers de l'interface CRBPOData, alors que les données de télémétrie (p.ex. suivi par GPS) sont consultables sur MoveBank.
Le CRBPO est l'initiateur du programme de sciences participatives Vigie-Nature. Il est également à l'origine, en 1989, du Suivi temporel des oiseaux communs (STOC), qui associe approche par capture-baguage-recapture (STOC-Capture) et approche par point d'écoute (STOC-EPS), et permet de produire des indices d'abondance des populations d'oiseaux communs. Le programme a été décliné ensuite en Suivi Hivernal des Oiseaux Communs (SHOC).